# رنیوم تری‌کلرید
رنیوم تری‌کلرید (به انگلیسی: Rhenium trichloride) با فرمول شیمیایی ReCl۳ یک ترکیب شیمیایی است. که جرم مولی آن ۲۹۲٫۵۷ g/mol می‌باشد. شکل ظاهری این ترکیب، جامد بلورین قرمز است.